# Cinchona
Cinchona es un género de plantas fanerógamas del orden de las Gentianales de la familia de las Rubiaceae. Tiene 25 especies de grandes arbustos o pequeños árboles que alcanzan los 5-15 metros de altura.
Tiene las hojas opuestas, lanceoladas a redondeadas, perennes de 1-4 dm de longitud. Las flores de color blanco, rosa o rojo se producen en panículas terminales. El fruto es una cápsula con numerosas semillas.
Algunas especies de este género, como la Cinchona officinalis también denominada quina,  producen quinina, un alcaloide con propiedades antipiréticas, antipalúdicas y analgésicas. El descubrimiento de sus propiedades supuso una revolución en medicina, y aún, hoy en día, sigue siendo utilizada la quinina con fines médicos.
Fue nombrada por Carlos Linneo en honor de Doña Francisca Enríquez de Rivera, la segunda esposa del IV Conde de Chinchón, Don Luis Jerónimo Fernández de Cabrera y Bobadilla, por ser ella, según la tradición, la que descubrió entre las gentes del Viejo Mundo las propiedades medicinales de la corteza de esta planta. Linneo transcribió el sonido español 'chi' a la manera italiana: 'ci', lo cual era frecuente en la época.

## Especies más conocidas
- Cinchona antioquiae L.Andersson 1998
- Cinchona asperifolia Wedd. 1848
- Cinchona barbacoensis H.Karst. 1860
- Cinchona × boliviana Wedd. 1848
- Cinchona calisaya Wedd. 1848
- Cinchona capuli L.Andersson 1994
- Cinchona fruticosa L.Andersson 1998
- Cinchona glandulifera Ruiz & Pav. 1802 - cascarilla negrilla o negruzca, quina de Huanuco.[2]
- Cinchona hirsuta Ruiz & Pav. 1799
- Cinchona krauseana L.Andersson 1998
- Cinchona lancifolia Mutis 1793
- Cinchona lucumifolia Pav. ex Lindl. 1838
- Cinchona macrocalyx Pav. ex DC. 1829 - cascarilla fina de Uritusinga, quina amarilla de Loja, quina cana, quina de Loja, quina gris, quina parda, quina tunita.[2]
- Cinchona micrantha Ruiz & Pav. 1799 - cascarilla fina, cascarillo fino, quina cartagena amarilla.[2]
- Cinchona mutisii Lamb. 1821
- Cinchona nitida Ruiz & Pav. 1799
- Cinchona officinalis L. 1753
- Cinchona parabolica Pav. in Howard 1859
- Cinchona pitayensis (Wedd.) Wedd. 1849
- Cinchona pubescens Vahl 1790
- Cinchona pyrifolia L.Andersson 1998
- Cinchona rugosa Pav. in Howard 1859
- Cinchona scrobiculata Humb. & Bonpl. 1808 - quina fina americana, quina gris fina de Lima.[2]
- Cinchona villosa Pav. ex Lindl. 1838